# A Panda piace fare i fumetti degli altri (e viceversa)
A Panda piace fare i fumetti degli altri (e viceversa) è un albo a fumetti di Giacomo Bevilacqua della serie umoristica di A Panda piace.
L'albo è frutto di una collaborazione con vari autori del panorama fumettistico italiano ed è stato pubblicato da Panini Comics il 6 novembre 2014.

## Trama

### Struttura
Il volume speciale è composto da più storie realizzate da Bevilacqua o da altri autori, che sono unite tra loro da un sottile filo portato avanti da Panda e i suoi amici. L'albo racconta del rapporto di Panda con gli altri fumetti e con l'accettare di essere egli stesso un personaggio dei fumetti. Distribuite lungo l'albo ci sono anche illustrazioni di un'unica pagina realizzate da Gipi, Roberto Recchioni, Ale Giorgini e Silver – in quest'ultima è presente il personaggio di Enrico La Talpa. All'inizio del volume è presente una introduzione di Leo Ortolani.

### Storie
- Training Day (8 pagine), scritta e disegnata da Giacomo Bevilacqua, racconta dell'incontro tra Panda e Rat-Man nella Città Senza Nome. Nella storia sono presenti anche altri personaggi della serie di Leo Ortolani, come Cinzia Otherside e Tadeus Brakko.[7]
- Peter Panda (3 pagine), scritta da Bevilacqua e disegnata da Stefano Caselli, rilegge la storia di Spider-Man raccontando di come il giovane studente Peter Parkour si sia trasformato in un essere abietto dopo essere stato morso da un panda radioattivo.[8]
- A Spider Panda piace (2 pagine), A Spider Hulk piace (1 pagina), A Iron Panda piace (1 pagina): sono quattro strisce del formato storico di A Panda piace dove il protagonista impersona i supereroi Marvel di Spider-Man, Hulk e Iron Man.[9]
- Panda and Ansia (3 pagine), parodia di Calvin & Hobbes di Bill Watterson, è scritta e disegnata da Bevilacqua.[10]
- Una vita di scarti (2 pagine), scritta da Bevilacqua, è stata disegnata da Donald Soffritti in stile disneyano. Nella storia vengono presentati gli "errori", o versioni alternative, dei personaggi di Walt Disney: Topolano, Prüto, Pippi, Pprn, Que, Que e Que, Migni, Peperina, Pietro Legnodigamba, Papa Perone e il commissario Baffettini.[11]
- La storia scritta e disegnata da Sio è senza titolo e qui Panda si ritrova immerso negli intrecci surreali e demenziali della serie di Scottecs (3 pagine).[12]
- A Panda piace... la scienza! (1 pagina), scritta e disegnata da Federico Rossi Edrighi, racconta in chiave umoristica la storia "scientifica" dei panda.[13]
- Se Zerocalcare avesse scelto un panda anziché un armadillo? (4 pagine), scritta e disegnata da Zerocalcare, racconta di come sarebbe andata se l'autore avesse scelto come "animale guida" un panda piuttosto che un armadillo.[14]
- Bat-Panda (8 pagine), scritta e disegnata da Bevilacqua, è la parodia di Batman. Panda interpreta il supereroe, Godfrey è Robin (Godfreyboy), Crocco Drillo è il commissario Gordon (Croccon), Dr. Scimmia è Joker (Dr. Joker) e Flora è Batgirl (Bat-Flora).[15]
- A Panda piace... Dr. Scimmia (2 pagine), scritta da Emiliano Pagani e disegnata da Daniele Caluri, racconta dei tentativi di Dr. Scimmia per aprire Panda al sesso, finendo per innamorarsene e formare una coppia omosessuale.[16]
- Prima della conclusione del volume sono inserite tre pagine di strisce scritte e disegnate da Bevilacqua come parodia dei Peanuts di Charles M. Schulz.[17]

## Produzione
Il progetto di uno speciale a fumetti di A Panda piace che coinvolgesse altri autori importanti e noti al grande pubblico è, citando le parole di Bevilacqua, «nato per caso». L'autore, che in quel periodo stava portando avanti con Panini Comics la prima serie a fumetti dedicata al personaggio di Panda delle sue strisce, A Panda piace l'avventura, propose al direttore della casa editrice Marco Marcello Lupoi e all'editor Diego Malara la propria idea circa la possibilità di realizzare un volume speciale dedicato a Panda. L'idea di Bevilacqua era quella di far vestire al protagonista i panni di svariati personaggi di altri fumetti, tutti quei fumetti che egli considerava importanti nella sua formazione o che lo avevano da sempre appassionato. L'idea fu subito apprezzata e lentamente diventò qualcosa di più grande: un albo che contenesse storie e illustrazioni non solo di Bevilacqua, ma anche di altri autori, più o meno celebri.
Bevilacqua ha così iniziato a contattare amici e colleghi per proporre una collaborazione al volume speciale. L'autore ha dichiarato di aver proposto al noto fumettista Leo Ortolani di scrivere e disegnare una storia di poche pagine circa un ipotetico incontra tra Panda e il suo personaggio Rat-Man. Ortolani, al momento impegnato nella scrittura dell'arco narrativo conclusivo della serie sul supereroe mascherato, ha dovuto rifiutare, offrendosi di scrivere l'introduzione al volume e lasciando carta bianca a Bevilacqua sull'utilizzo dei personaggi di Rat-Man. L'autore ha dichiarato anche di come sia stato preso dall'ansia circa la possibilità di confrontarsi con un maestro, e di essere stato preoccupato del giudizio di Ortolani tanto da farla prima leggere ad Andrea Plazzi, storico editor della serie Rat-Man. Ortolani stesso ha rifiutato di leggere la storia prima della pubblicazione dicendo di voler «comprare l'albo "da lettore" e scoprirlo piano piano, pagina dopo pagina.»
Sin da subito sono stati coinvolti anche Zerocalcare e Roberto Recchioni, amici dell'autore e con i quali aveva già collaborato in passato. Si sono poi aggiunti sempre più nomi, andando a formare un insieme eterogeneo di autori importanti del fumetto italiano: dal fumetto d'autore di Gipi alla stile disneyano di Donald Soffritti, dal maestro della striscia Silver alla comicità irriverente di Emiliano Pagani e Daniele Caluri, noti per i fumetti di Il Vernacoliere. Si sono poi aggiunti Stefano Caselli, Ale Giorgini, Federico Rossi Edrighi e Sio, noto per i suoi fumetti demenziali pubblicati principalmente sul web. La colorazione del volume – la prima metà esatta – è stata affidata al colorista Nicola Righi, noto per aver collaborato con Recchioni e Licia Troisi per l'adattamento a fumetti dei romanzi Cronache del Mondo Emerso.
Il volume speciale è stato annunciato al Romics il 5 ottobre 2014 ed è stato presentato in anteprima al Lucca Comics & Games 2014. Per l'occasione si è tenuta il 30 ottobre presso lo stand della Panini Comics una sessione di autografi con gli autori che avevano partecipato al volume.